# Liste der Erzbischöfe von Santiago de Compostela
Die folgenden Personen waren Erzbischöfe von Santiago de Compostela (Spanien):

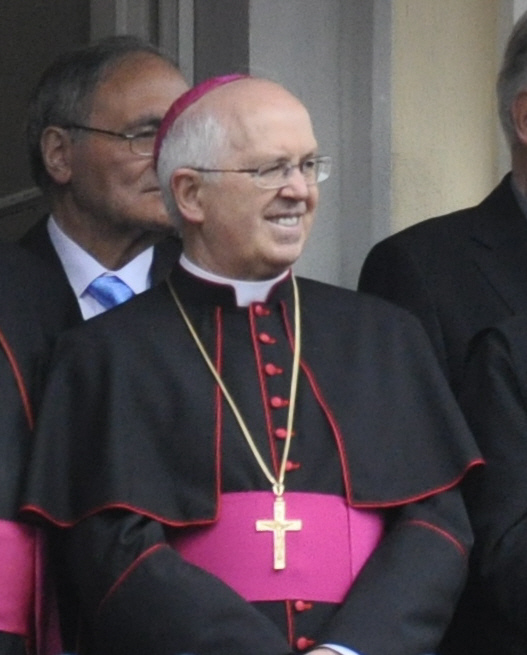
Julián Barrio Barrio, seit 1996 Erzbischof von Santiago de Compostela

## Bischöfe vonIria Flavia
- Andrés (erwähnt 561 und 572)
- Dominicus (erwähnt 589)
- Samuel (erwähnt 633)
- Gotomarus (erwähnt 638 und 646)
- Vincibilis (erwähnt 653)
- Ildulfus-Félix (erwähnt 675, 681, 683 und 688)
- Selva
- Teodesindo (erwähnt um 709)
- Emila
- Román
- Agustín
- Honorato
- Vincele
- Cresconio I.
- Vaula
- Quendulfo I.
- Teodomiro (um 813)
- Ataúlfo I. (ca. 843 – ca. 851)
- Ataúlfo II. (ca. 851 – ca. 867)
- Sisnando I. (879–919)
- Gundesindo Aloitez (um 923)
- Hermegildo (924–951)
- Sisnando II. Menéndez (951–968)
- Rosendo de Celanova (Administrator 970–977)
- Payo Rodríguez (977–985)
- Pedro de Mezonzo (986–1003)
- Pelayo Díaz (um 1007)
- Vimara Díaz (um 1011)
- Vistruario (1016–1032)
- Servando
- Cresconio II. (1048–1066)
- Gudesteus (1067–1069)
- Diego Peláez (oder Diego Páez) (1075–1088)
- Pedro II. (1088–1090)
- Diego Peláez (1090–1094)
- Dalmacio (1094–1095)

## Erzbischöfe von Santiago de Compostela
- Diego Gelmírez (1096–1100 Apostolischer Administrator, 1100–1120 Bischof, 1120–1140 erster Erzbischof)
- Berenguel (1140–1142)
- Pedro Helías (1143–1149)
- Bernardo I. (1151–1152)
- Pelayo Camundo (1153–1167)
- Martín Martínez (1156–1167)
- Pedro Gundestéiz (1168–1173)
- Pedro Suárez de Deza (1173–1206)
- Pedro Muñiz (1207–1224)
- Bernardo II. (1224–1237)
- Juan Arias (1238–1266)
- Egas Fafez de Lanhoso (1267) (Elekt)
- Gonzalo Gómez (1273–1281?)
- Rodrigo González (1286–1304)
- Rodrigo del Padrón (1307?–1316)
- Berenguel de Landora (1317–1330)
- Juan Fernández de Limia (1331–1338)
- Martín Fernández (1339–1343)
- Pedro (1344–1351)
- Gómez Manrique (1351–1362)
- Suero Gómez de Toledo (1362–1366)
- Alonso Sánchez de Moscoso (1367–1367)
- Rodrigo de Moscoso (1368–1382)
- Juan García Manrique (1383–1388)
- Lope de Mendoza (1399–1445)
- Álvaro Núñez de Isorna (1445–1449)
- Rodrigo de Luna (1451–1460)
- Alonso de Fonseca II. (1460–1465)
- Alonso de Fonseca I. (1465–1469) (auch Bischof von Ávila)
- Alonso de Fonseca II. (1469–1507)
- Alonso de Fonseca III. (1507–1523) (auch Erzbischof von Toledo)
- Juan Pardo de Tavera (1524–1534) (auch Erzbischof von Toledo)
- Pedro Gómez Sarmiento de Villandrando (1534–1541)
- Gaspar Avalos de la Cueva (1542–1545)
- Pedro Manuel (1546–1550)
- Juan Álvarez y Alva de Toledo, O.P. (1550–1553) (auch Bischof von Albano)
  - Alfonso de Castro (1557)
- Gaspar Zúñiga Avellaneda (1558–1569) (auch Erzbischof von Sevilla)
- Cristóbal Fernández Valtodano (1570–1572)
- Francisco Blanco Salcedo (1574–1581)
- Juan de Yermo (Liermo) y Hermosa (1582–1584) (auch Erzbischof von Monodoñedo)
- Alonso Velázquez (1583–1587)
- Juan de Sanclemente Torquemada (1587–1602)
- Maximiliano de Austria (1603–1614)
- Juan Beltrán Guevara y Figueroa (1615–1622)
- Luis Fernández de Córdoba (1622–1624) (auch Erzbischof von Sevilla)
- Agustín Antolínez, O.S.A. (1624–1626)
- José González Díez, O.P. (1627–1630) (auch Erzbischof von Burgos)
- Agustín Spínola Basadone (1630–1645) (auch Erzbischof von Sevilla)
- Fernando Andrade Sotomayor (1645–1655)
- Ambrosio Ignacio Spínola y Guzmán (1668–1668) (auch Erzbischof von Sevilla)
- Pedro Carrillo y Acuña (1665–1667)
- Ambrosio Ignacio Spínola y Guzmán (1668–1669)
- Andrés Girón (1670–1681)
- Francisco de Seijas Losada (1681–1684)
- Antonio Monroy (1685–1715)
- Luis Salcedo Azcona (1716–1722) (auch Erzbischof von Sevilla)
- Miguel Herrero Esgueva (1723–1727)
- José de Yermo y Santibáñez (1728–1737) (auch Erzbischof von Avila)
- Manuel Isidro Orozco Manrique de Lara (1738–1745)
- Cayetano Gil Taboada (1745–1751)
- Bartolomé Rajoy Losada (1751–1772)
- Francisco Alejandro Bocanegra Jivaja (1773–1782)
- Sebastián Malvar y Pinto, O.F.M. (1783–1795)
- Felipe Antonio Fernández Vallejo (1797–1800)
- Rafael Múzquiz Aldunate (1801–1821)
- Juan García Benito (1822–1824)
- Simón Antonio Rentería Reyes (1824–1824)
- Rafael Manuel José Benito de Vélez Téllez, O.F.M. Cap. (1824–1850)
- Miguel García Cuesta (1851–1873)
- Miguel Payá y Rico (1874–1886) (auch Erzbischof von Toledo)
- Victoriano Guisasola y Rodríguez (1886–1888)
- José María Kardinal Martín de Herrera y de la Iglesia (1889–1922)
- Manuel Lago y González (1923–1925)
- Julián de Diego y García Alcolea (1925–1927)
- Zacarías Martínez Núñez, O.S.A. (1927–1933)
- Tomás Muñiz Pablos (1935–1948)
- Carmelo Ballester y Nieto, C.M. (1948–1949)
- Fernando Kardinal Quiroga y Palacios (1949–1971)
- Ángel Suquía Goicoechea (1973–1983) (auch Erzbischof von Madrid)
- Antonio María Rouco Varela (1984–1994) (auch Erzbischof von Madrid)
- Julián Barrio Barrio (1996–2023) (1994–1996 Leitung des Erzbistums als Apostolischer Administrator)
- Francisco José Prieto Fernández (seit 2023)